# Стивенс, Джон Фрэнк
Джон Фрэнк Стивенс (англ. John Frank Stevens) — американский железнодорожный инженер, известный строительством Great Northern Railway. Являлся главным инженером строительства Панамского канала с 1906 по 1908 годы.

## Биография
Джон Стивенс родился 25 апреля 1853 года в городе Уэст-Гардинер (англ. West Gardiner), округ Кеннебек штата Мэн. Работал инженером по строительству железных дорог. Является автором проекта строительства железной дороги Great Northern Railway. Во время этого строительства Стивенс стал первым американцем европейского происхождения (англ. European American), прошедшим перевал Марайас (декабрь 1889 года) в Скалистых горах. Так же Стивенс стал первооткрывателем перевала в Каскадных горах, который был назван в его честь (англ. Stevens Pass). Когда в 1904 году Военное министерство США приступило к строительству Панамского канала, Джон Фрэнк Стивенс становится главным инженером этого проекта (в период с 1905—1907 годы).

### Работа в составе Комиссии железнодорожных экспертов на территории России
С 1917 года Стивенс возглавлял Комиссию железнодорожных экспертов, отправленную правительством США в Россию, также работал в рамках миссии Красного Креста.
3 мая 1917 года Госдепартамент США объявил, что Стивенс возглавит Комиссию железнодорожных экспертов, которая отправится во Владивосток в течение недели. Предполагалось, что Стивенс будет решать транспортные вопросы с Временным правительством России, согласовывая свои действия с уже находившейся в России комиссией, возглавляемой Элиу Рутом.
7 мая 1917 года президент США Вудро Вильсон принял решение о независимости Комиссии железнодорожных экспертов, ей следовало отчитываться только перед  Временным правительством России. 3 июня 1917 года Комиссия прибыла во Владивосток. Помимо Стивенса в состав Комиссии входили: эксперт по мостам Джон Грейнер, технический инженер Джордж Гиббс, гражданский инженер Вильям Дарлинг, эксперт по транспорту Генри Миллер. Сразу по прибытии во Владивосток Стивенс заболел, большую часть июня провёл в Петроградском военном госпитале. Ещё находясь в госпитале, Стивенс пришёл к выводу о том, что Транссиб функционирует неэффективно, что являлось следствием крайне централизованного управления из Петрограда Министерством путей и сообщений.
21 июня 1917 года Комиссия пришла к заключению, что уменьшив в 2 раза количество промежуточных терминалов, при этом удвоив количество бригад обслуживания, можно добиться увеличения объемов перевозок на 40%. Также предполагалось заменить русские локомотивы и 4-х-колесные вагоны на более мощные американские локомотивы-декаподы и 8-ми-колесные вагоны. Комиссия заявила о необходимости постройки завода по сборке локомотивов и вагонов из комплектующих, доставленных из США, в непосредственной близости от Владивостока мощностью 1500 шт. и 40 000 шт. в год соответственно.
19 июля 1917 года Комиссия направила в Министерство путей и сообщений официальный отчёт, который содержал следующее:
- общие рекомендации по повышению уровня ремонта и обслуживания составов;
- рекомендации заменить русские локомотивы и 4-х-колесные вагоны на более мощные американские локомотивы-декаподы и 8-ми-колесные вагоны;
- рекомендации для ж/д линий по направлениям Москва - Петроград, Москва - Донбасс.

30 июля 1917 года Стивенс телеграфил в США о поступившем официальном запросе от правительства России о выделении 129 ИТР для обслуживания Транссиба, включая телефонных экспертов для прокладки телефонной связи вдоль Транссиба. 10 августа 1917 года члены Комиссии встретились с Керенским, который заверил их, что рекомендации будут выполнены в полном объёме. Члены Комиссии настояли на осуществлении операционного контроля над Транссибом, чтобы убедиться в реализации реформ. 27 августа Стивенс получил информацию, что США поставит в Россию 275 новых 10-колесных (декаподов) локомотивов в сентябре, и ещё 100 - в октябре.
В начале октября 1917 член Комиссии Генри Миллер рапортовал о достигнутом прогрессе:
- количество накопленных грузов в порту Владивостока уменьшилось на 40% по сравнению с маем 1917;
- 50 шт. 10-колесных локомотивов уже прибыли в Харбин и Владивосток из США;
- 800 шт. вагонов уже прибыли во Владивосток, к 1 октября ожидалась отправка ещё 300 шт.;
- 1000 шт. вагонов-гондол были отправлены из США с 1 июля, 400 из которых уже собирались во Владивостоке.
- к 15 ноябрю планировалось завершить возведение сборочных цехов для локомотивов.

После Корниловского выступления в  сентябре 1917 года Стивенс прибыл в Петроград по запросу посла США в России Фрэнсиса, Дэвида Роуленда. Фрэнсис считал, что Стивенсу следует занять пост советника министра путей и сообщений. Супервайзером Транссиба оставался Генри Миллер, который к середине ноября 1917 года ожидал серьёзное подкрепление - 300 ИТР, возглавляемых Джорджем Эмерсоном - генменеджером Великой Северной Железной Дороги.
23 октября Стивенс присутствовал на встрече Фрэнсиса и главой МИД Терещенко. Стивенс указал на критичность ситуации в транспорте, в результате чего было принято собрать расширенное совещание 25 октября 1917 года в составе Фрэнсиса, Стивенса, Терещенко, министра путей и сообщений Ливеровского и руководителя экономического комитета Третьякова. Стивенс также обратил внимание на слабое выполнение рекомендаций, выданных Комиссией ещё 3 месяца назад. По мнению Стивенса, это могло поставить под вопрос экономическую помощь Временному правительству. Кроме того Стивенс считал Временное правительство крайне слабым и не видел смысла во встрече 25 октября. Совещание в итоге состоялось 26 октября, на котором Стивенс был назначен специальным консультантом при министре путей и сообщений.
Ему была делигирована задача доставить 150 тыс. тонн зерна из Западной Сибири в европейскую часть России до наступления зимы. Для этого на участке Омск - Москва требовалось выполнить изменения, аналогичные уже выполненным Комиссией на Транссибе. 28 октября 1917 года Стивенс покинул Петроград и прибыл в Москву, где пробыл около недели, занимаясь организационными вопросами. После Стивенс отправился с инструкциями для ИТР на восток, прибыл в Челябинск. Оттуда он проследовал в Самару, где и застал Октябрьскую революцию. Стивенс был так раздосадован событиями в Петрограде, что начал собираться в США. Willard настоял, чтобы Стивенс дождался Джорджа Эмерсона с его людьми. Те прибыли во Владивосток 14 декабря 1917. Дальнейшее развитие событий Стивенс и Эмерсон ожидали в Японии.
После свержения Временного правительства Комиссия во главе со Стивенсоном, высадившаяся весной 1919 года во Владивостоке (для работ по ремонту Транссибирской железной дороги и её ветки — Китайско-Восточной железной дороги (КВЖД)), оказывала содействие правительству Колчака. Стивенс возглавлял на территории Маньчжурии президиум администрации, руководившей работой всего Транссиба и КВЖД (англ. Inter-Allied Technical Board) — вплоть до 1923 года (до тех пор, пока там оставались коалиционые силы).
Умер Джон Стивенс 2 июня 1943 года в городе Сазерн-Пайнс (англ. Southern Pines), округ Мур штата Северная Каролина.